# 上海理工大学
上海理工大学（英語：University of Shanghai for Science and Technology），简称上海理工、上理，是一所位于中国上海的公立大学。国家国防科技工业局与上海市人民政府共建的国防特色高校，入选教育部卓越工程师教育培养计划，上海理工大学是一所以工学为主，理学、经济学、管理学、文学、法学、艺术学等多学科协调发展的上海市属重点大学，享有中国“制造业黄埔军校”的美誉。
学校有军工路与复兴路2个校区。军工路校区位于上海中环城市高架路与黄浦江之间，原为美国弗吉尼亚州浸会创办的沪江大学校址。1952年秋全国高校院系调整，沪江大学停办，在军工路原址改办上海理工大学的前身上海机械学院，1994年更名为华东工业大学。复兴路校区位于上海城市繁华地带的徐汇区，紧邻美国驻上海总领事馆，是原同济医工学堂和中法国立工学院旧址，后发展为上海机械高等专科学校。1996年5月，同属机械工业部的华东工业大学与上海机械高等专科学校合并组建上海理工大学。

## 概况
主校区（军工路校区）坐落于上海市东北部、中环线和黄浦江之间，毗邻复兴岛和共青森林公园。校园绿树环抱，红墙晖映，拥有上海高校规模最大的市级优秀历史建筑群。军工路校区，原属1906年创办的沪江大学，1952年全国高等学校院系调整，沪江大学被撤销；位于徐汇区的复兴路校区，源于1907年创办的德文医学堂。1960年在沪江大学的旧址上建立了上海机械学院，1994年改名为华东工业大学，1996年5月，华东工业大学与上海机械高等专科学校合并组建为上海理工大学。 1999年，上海光学仪器研究所并入学校。7月，上海医疗器械高等专科学校和上海出版印刷高等专科学校划归上海理工大学管理（两所学校仍为独立招生）。2015年，上海医疗器械高等专科学校与其他医科院校合并组建上海健康医学院，不再受上海理工大学管理。

## 现状
学校设有18个学院、2个教学部，30个研究所，12个研究中心和4个研究院。在校生24000余人，其中研究生6300余人，本科生17700余人。2013年在校国际生1000余人。学校根据国家经济建设与社会发展的需要，不断进行学科专业结构的调整和改造 ,现有59个本科专业；有3个博士后科研工作流动站；5个一级学科博士学位授予点；35个二级学科博士学位授予点（含自设）；22个一级学科、90个二级学科硕士学位授予点；工商管理硕士（MBA）、工程硕士等6个硕士专业学位种类，17个领域具有工程硕士学位授予权。学校有“工业过程自动化”（与上海工业自动化仪表研究所共建）国家工程研究中心、上海理工大学国家大学科技园、“光学仪器”国家质量监督检验中心、“经济管理实验中心”、“现代出版印刷实验教学中心”和“能源动力工程实验中心”三个国家级实验教学示范中心，拥有国家级大学生创新基地和人才培养模式创新实验区、“光学工程”国家级重点（培育）学科、国家级特色专业3个、国家级精品课程3门；学校有“微创医疗器械”教育部工程研究中心、“光学仪器与系统”教育部工程研究中心、国家数字印刷工程研究中心、“现代光学系统”上海市重点实验室、“数字传播科学”新闻出版总署重点实验室；“精密磨削技术”、“环保制冷剂应用研究”、“汽车底盘机械零部件强度与可靠性评价”、“精密光电测试技术与仪器”、“数控机床优化技术”5个机械工业联合会重点实验室、上海市重点学科（第三期）4个、上海市教委重点学科（第五期）5个、机械工业重点学科7个。上海理工大学目前成立了美国文化中心，德国文化中心，日本文化中心等国际交流中心。

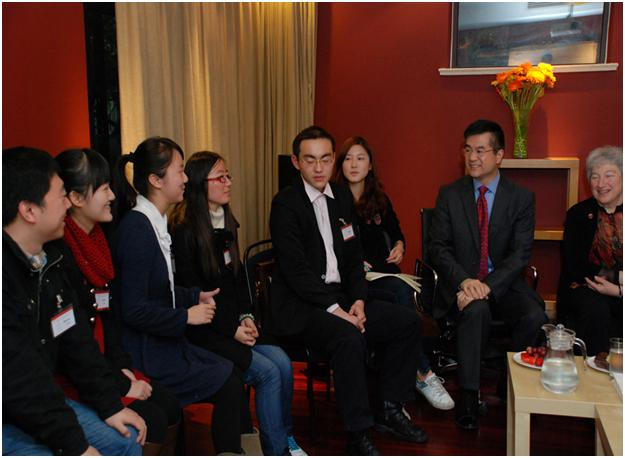
美国驻中国大使骆家辉亲自访问上理
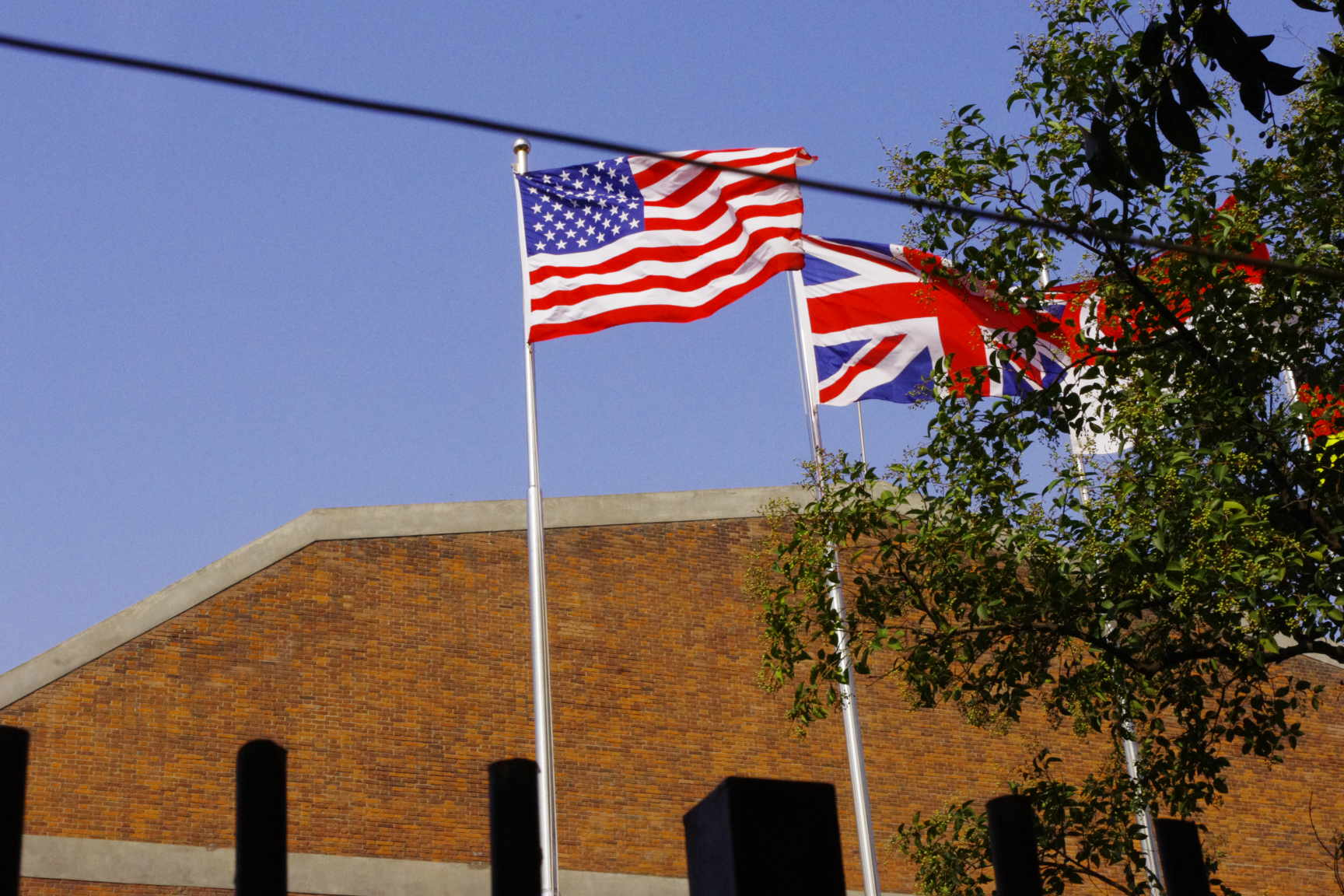
上海理工大学沪江国际文化园

### 校园環境
上海理工大学坐落于上海市东北部、中环线和黄浦江之间，毗邻复兴岛和共青森林公园。校园绿树环抱，红墙晖映，拥有目前上海高校中规模最大的市级优秀历史建筑群。校园内有31幢单体建筑（其中复兴路校区1幢）被列入上海市优秀历史建筑名录，10幢同时列入杨浦区文物保护单位。
沪江大学于1906年至1948年间共建有校舍及教职员工住宅、宿舍和各种辅助用房50余幢，大部分建于1937年前。解放以后因学校基建的需要，陆续拆除了一些沪江大学建筑物，但仍保留了沪江大学主要的建筑36幢，是目前上海保存较为完好的教会学校建筑群。这批具有西洋建筑风格的沪江大学历史建筑或处于绿树浓荫之中，或与现代建筑相晖映，成为上海理工大学一道靓丽的景观。
- 大礼堂与思魏堂（Auditorium and White Chapel）
  - 今上海理工大学大礼堂，为庆祝沪江大学建校30周年而建。1936年，为纪念沪江大学第二任校长魏馥兰博士募建思魏堂，上层为礼拜堂，下层设教会办公室、教员休息室，并在此举行30周年校庆活动。大礼堂与思魏堂为联体建筑，呈Ｌ形，大礼堂东西向，思魏堂位于大礼堂东北侧。整座建筑于1937年5月全部竣工，外观为后罗马风格，是沪江大学标志性建筑之一。
- 科学馆（Science Hall）
  - 1918年美国加州的特里特夫妇第一次捐款所建造，耗资13.67万美元，1921年落成，钢混机构，楼高4层并建有地下室，是当时沪江大学最有价值的建筑物之一。因配备的理科实验设备为当时国内最完善者，被誉为“国内仅见之建筑物”，使得在文科基础上发展理科的沪江大学，得以跻身于一流大学行列。
- 图书馆（Library）
  - 建筑费大部分由沪江大学教职员、学生与校友捐资，部分由美国西门基金会资助，耗资约2万美元，1928年9月落成。1948年，为纪念刘湛恩校长，向东扩建，并命名为“湛恩纪念图书馆”。扩建工程耗费美金54832元，由沪江大学校友及全体师生在国内募集。
- 体育馆（Haskell Gymnastum）
  - 由美国波士顿的哈斯科上校（Coloned E. H. Haskell）于1917年捐资1.81万美元建造。1918年落成，楼高2层。
- 思伊堂（Franklin-ray Hall）
  - 美国芝加哥伊文斯顿的哈里斯先生捐资4.35万美元建造。1919年落成，楼高4层，为学生宿舍。因其临江而立，浦江美景尽收眼底，曾有文这样描述：“每值暮潮初敛，夜阑人静，月光如水，波平如镜，风景绝胜。”
- 思裴堂（Breaker Hall）
  - 由沪江大学校长魏馥兰向美国墨疏利浸会募捐0.94万美元建造。1915年落成，楼高４层，为学生宿舍。取名思裴为纪念美国墨疏利浸会第一任书记裴理克博士（Dr. Manley J. Breaker）。
- 思雷堂（Richmond Hall）
  - 由美国南浸礼会差会拨款建造，1922年落成，耗资3.21万美元，为中学部上院。
- 思孟堂（Melrose Hall）
  - 由美国人士捐资建造，1920年落成，耗资4.91万美元，楼高4层，为中学部下院。
- 思晏堂（Yates Hall）
  - 建于1908年，1909年落成投入使用，是沪江大学第一座大建筑，耗资2.13万美元。取名思晏为纪念浸会第一位到中国的传教士晏马太。
- 思福堂（Faculty Residence）
  - 建于1936年，取名思福为纪念美国弗吉尼亚州Henrietta Hall Shuck夫人，又称弗吉尼亚堂。
- 怀德堂（Women's Hall）
  - 1921年，科学馆落成后，特里特夫妇第二次捐款建造，为女生宿舍，耗资5.02万美元，1923年落成，楼高5层。女生宿舍的建成，为沪江大学在国内首次招收女大学生奠定了基础。曾有文描述此楼：“建筑精美，华丽堂皇，幽雅宜人，背球场而面黄浦，红照挂林，白练横江，每值星期六晚上，夜光灯影，歌声悠扬，裙履联翩，笑语杂闻，沪大男女学生之社交生活，咸以是为集中焉。”
- 健身房（Gymnasium）
  - 由美国人Edmands捐资建造，耗资1.08万美元，1932年落成，为女生体育馆，楼高2层，内设有膳厅、音乐室。
- 音乐室（Music Hall）
  - 建于1935年，楼高2层，初为中学部礼堂（Academy Assembly），上层为礼堂，下层为办公室、理科实验室，后改作沪江大学音乐室。

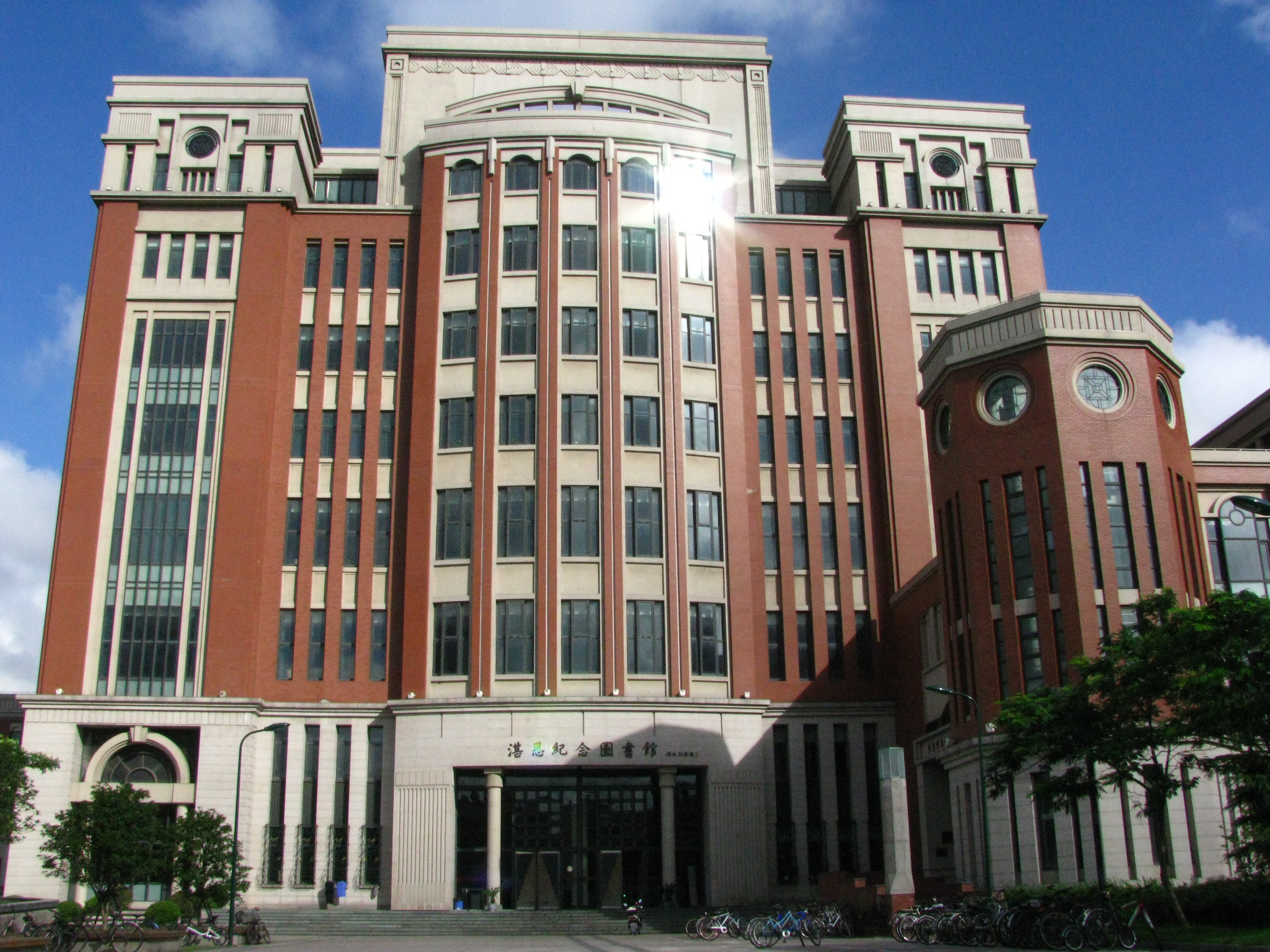
理大图书馆
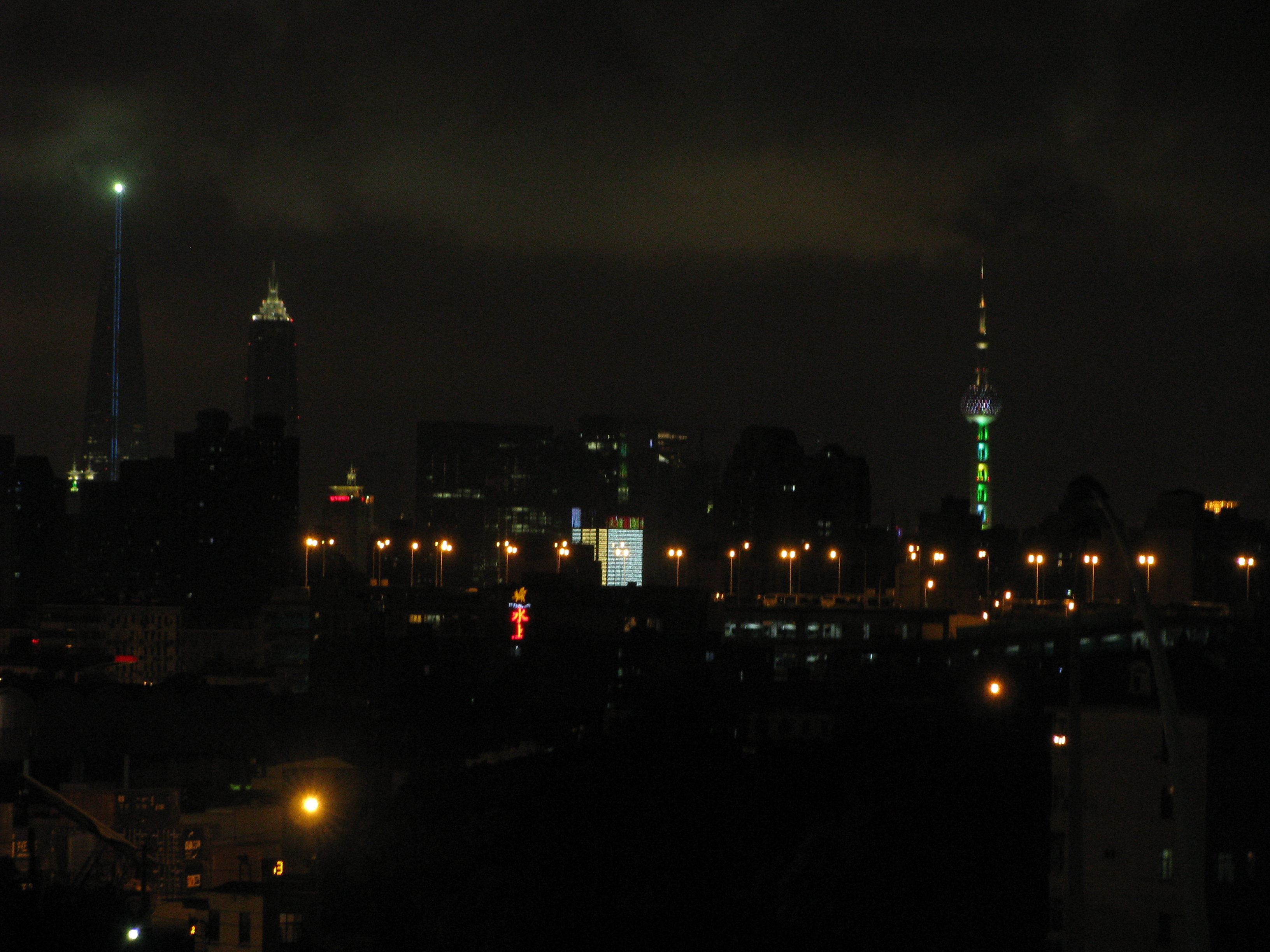
从理大校园眺望陆家嘴
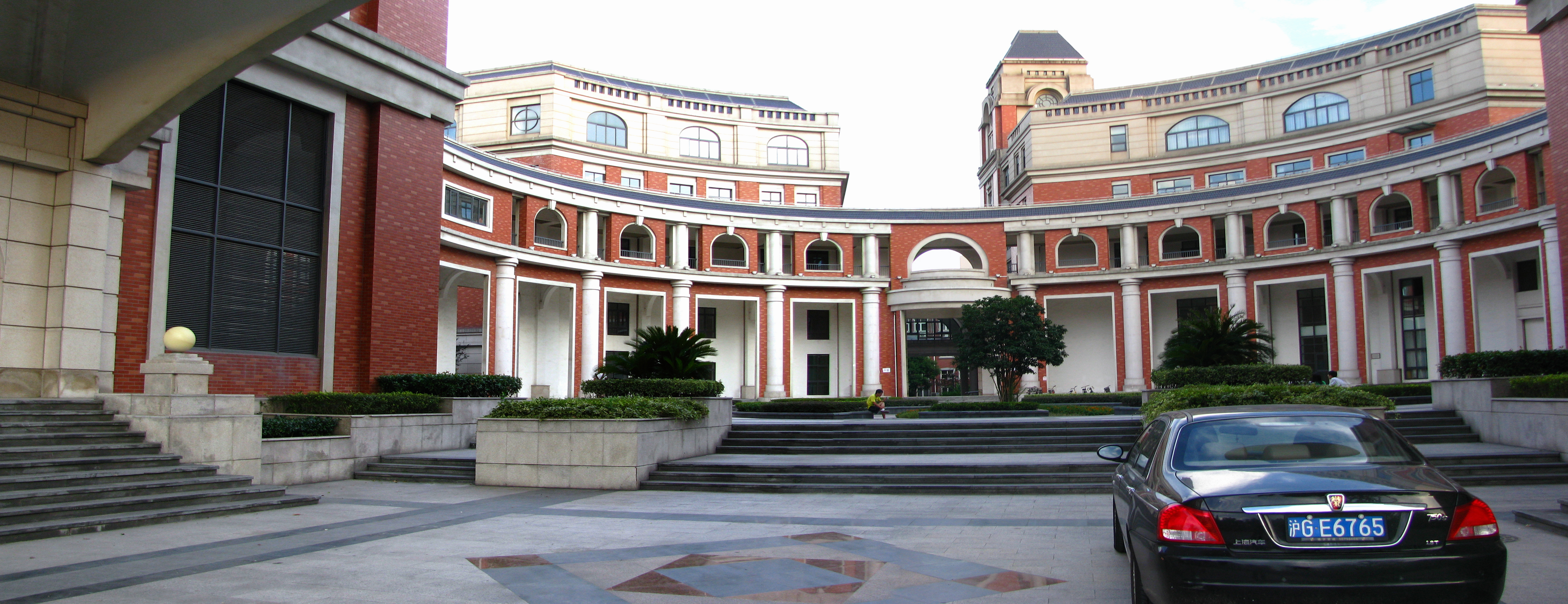
环形广场
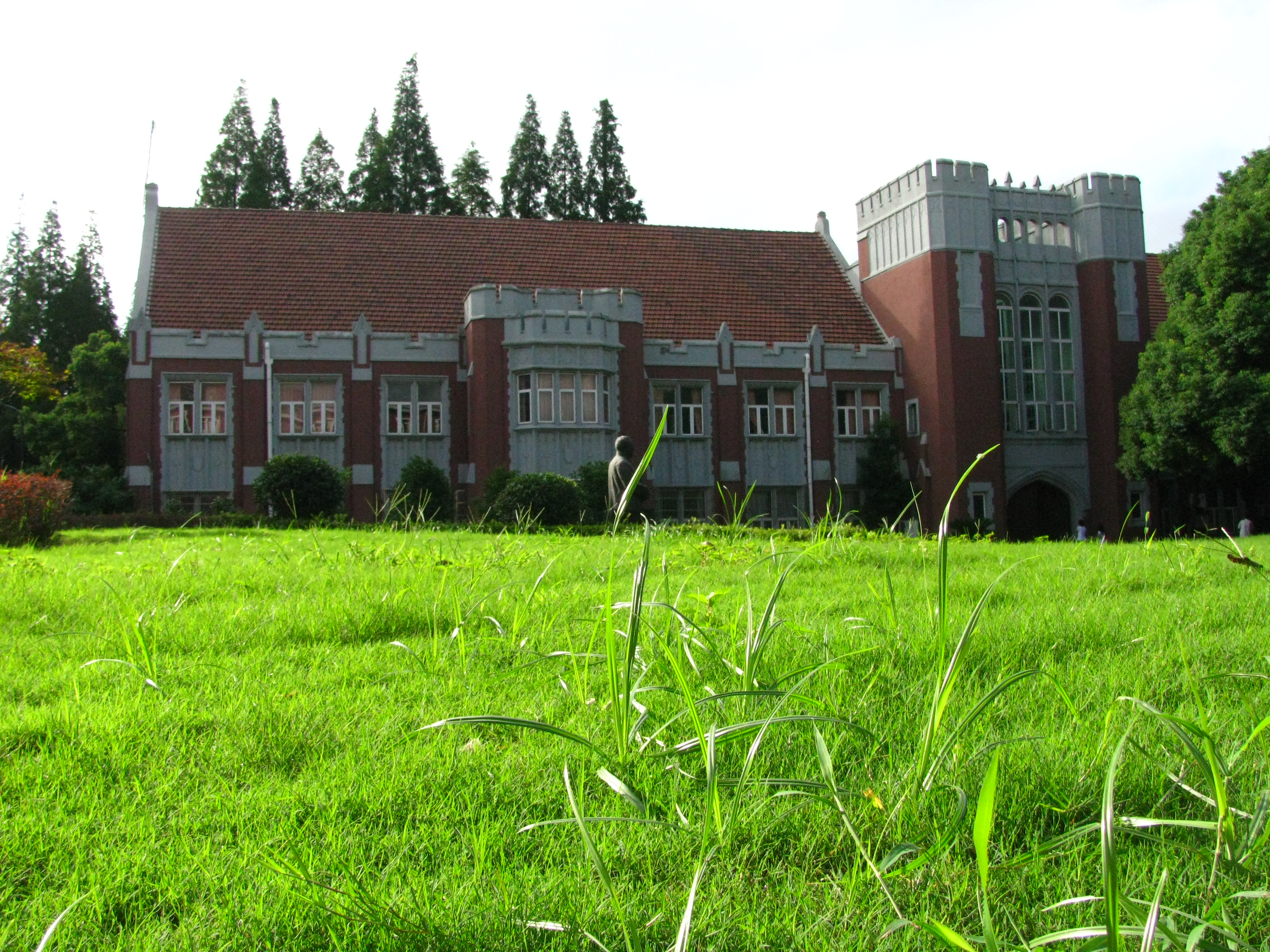
设计学院
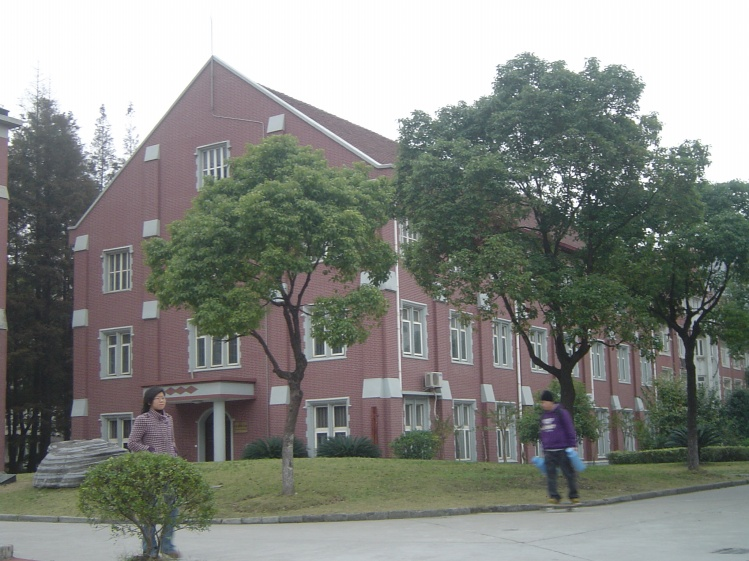
免费开放的健身房

### 院系设置
| - 社会科学学院 - 马克思主义基本原理 - 思想政治教育 - 能源与动力工程学院（页面存档备份，存于） - 热能与动力工程 - 过程装备与控制工程 - 新能源科学与工程 - 光电信息与计算机工程学院（页面存档备份，存于） - 光电信息工程 - 电子科学与技术 - 测控技术与仪器 - 智能科学与技术 - 电子信息工程 - 通信工程 - 电气工程及其自动化 - 计算机科学与技术 - 网络工程 - 管理学院 - 工商管理（中美合作） - 国际经济与贸易 - 金融学 - 系统科学与工程 - 信息管理与信息系统 - 工业工程 - 管理科学 - 会计学 - 市场营销 - 电子商务 - 公共事业管理 - 交通运输工程 - 机械工程学院（页面存档备份，存于） - 机械设计制造及其自动化 - 车辆工程 - 外语学院（页面存档备份，存于） - 英语（科技翻译） - 英语（金融与投资）(中美合作) - 英语(国际贸易)(中美合作) - 德语 - 日语 - 环境与建筑学院（页面存档备份，存于） - 环境工程 - 土木工程 - 建筑环境与设备工程 - 理学院（页面存档备份，存于） - 应用物理学 - 数学与应用数学 - 应用化学 | - 医疗器械与食品学院（页面存档备份，存于） - 生物医学工程 - 医疗器械工程 - 医学影像工程 - 药物制剂 - 食品质量与安全 - 出版学院（页面存档备份，存于） - 编辑出版学 - 广告学 - 传播学 - 包装工程 - 印刷工程 - 数字印刷 - 视觉传达 - 环境艺术 - 印刷美术设计 - 公共艺术 - 工业设计 - 动画 - 材料科学与工程学院（页面存档备份，存于） - 材料科学与工程 - 材料成型及控制工程 - 上海-汉堡国际工程学院（中德学院）（页面存档备份，存于） - 电气工程及其自动化（中德合作） - 机械设计制造及其自动化（中德合作） - 国际经济与贸易（中德合作） - 中英国际学院（页面存档备份，存于） - 工商管理（中英合作） - 会展经济与管理（中英合作） - 机械设计制造及其自动化（中英合作） - 电子信息科学与技术（中英合作） - 沪江学院（页面存档备份，存于） - 沪江学院是上海理工大学为港澳台及海外留学生提供国际教育服务及文化交流的学院。学院为华侨、港澳台及海外学生开办各类课程，其中包括学历教育、非学历教育与国际教育培训。 - 基础学院（页面存档备份，存于） - 基础学院并无实际开设专业，学生在基础学院学习一个学年，完成基础课程和部分专业基础课的学习任务，第二学年转入各专业学院继续进行专业基础课和专业课的学习。 - 继续教育学院（页面存档备份，存于） - 上海出版印刷高等专科学校 |

### 科研教学
| 学校以科研促教学和以科研服务社会，科研项目包括“863”计划、“973 ”基础研究项目、国家自然科学基金等国家级重点项目及省部级科研攻关项目。上海理工大学国家大学科技园被上海市经委认定为“上海市创意产业集聚区”，已经集聚了一批先进制造业为主的研发机构和企业，为产学研一体化发展搭建了平台。 - 国家工程技术研究中心 - 工业过程自动化（与上海工业自动化仪表研究所共建）国家工程技术研究中心 - 国家数字印刷工程研究中心 - 教育部工程技术研究中心 - 光学仪器国家质量监督检验中心微创医疗器械教育部工程工程技术研究中心 - 光学仪器与系统教育部工程共工程技术研究中心 - 国家级实验教学示范中心 - 经济管理实验中心 - 能源动力工程实验中心 - 现代出版印刷实验教学中心 - 国家工程实验室 - 分子免疫疹断试剂国家工程实验室 - 创新人才推进计划 - 国家创新人才培养示范基地 - 111计划 - 太赫兹生物医学技术学科创新引智基地 - 国家级创新平台 - 国家增材制造创新中心上海航空创新中心 - 教育部工程研究中心 - 微创医疗器械研究中心 - 光学仪器与系统研究中心 - 上海市重点实验室 - 现代光学系统 - 动力工程多相流动与传热 | - 国家新闻出版总署重点实验室 - 数字传播科学新闻出版总署重点实验室 - 机械工业联合会重点实验室 - 机械工业精密磨削技术 - 机械工业环保制冷剂应用研究 - 机械工业汽车底盘机械零部件强度与可靠性评价 - 机械工业数控机床优化技术 - 机械工业精密光电测试技术与仪器 - 机械工业煤（气）高效燃烧与超低排放控制 - 省部共建协同创造新中心 - 上海太赫兹波谱与影像技术省部共建协同创新中心 - 国家新闻出版广电总局出版融合发展重点实验室 - 出版融合发展 - 上海工程技术研究中心 - 上海康复器械工程技术研究中心 - 上海食品微生物工程技术研究中心 [133] - 上海粉末冶金汽车材料工程技术研究中心 - 上海数控装备工程技术研究中心 - 上海食品快速检测工程技术研究中心 - 上海市社会科学创新研究基地 - 行政体制改革与服务型政府建设 - 上海市人民政府决策咨询研究基地 - 基于互联网+的上海创新研究发展 - 教育部区域和国别研究中心 - 中国周边经济研究中心 |

### 研究生联合培养基地
- 上海张江研究生联合培养基地
- 陆家嘴人才金港
- 无锡物联网人才金港

### 国家大学科技园
- 上海理工大学国家大学科技园（页面存档备份，存于）：上海理工大学、上海杨浦区人民政府、上海市科学技术协会共同发起建立的国家级大学科技园。

### 附属学校
- 上海理工大学附属小学
- 上海理工大学附属初级中学
- 上海理工大学附属高级中学
- 上海出版印刷高等专科学校
- 上海理工大学附属中学
- 上海理工大学附属实验学校
- 上海理工大学附属实验初级中学
- 上海理工大学附属储能中学

### 附属医院
- 上海理工大学附属市东医院（上海市杨浦区市东医院）

## 1952年院系调整
位于杨浦区的上海理工大学军工路校区，源于1906年创办的沪江大学。1951年2月，沪江大学由上海市人民政府接办，校务由余日宣、蔡尚思主持。1952年秋季，全国高等学校进行院系调整，沪江大学各科系分别并入复旦大学、华东师范大学等相关院校，而校址移归上海机械学院（今上海理工大学）。

## 校史
原上海机械学院是上海理工大学的主要前身，上理在2006年举办百年校庆，正式追溯民国时期的沪江大学为最早前身。部分人士认为上海理工大学与沪江大学的唯一联系是启用了原有的沪江大学校舍而并非继承者(沪江大学的實際繼承者為國民政府時代13所中國基督教大學聯合董事會於1950年代大陸易幟後在香港續辦的香港崇基學院-也即現在的香港中文大學的一部分)。沪江大学原档案在1952年秋的院系调整后悉数归入上海市档案馆，上海理工大学档案馆只收藏有部分海内外沪江大学校友和上海沪江大学校友会的捐赠。上海机械学院的直接前身可追溯到1953年在沪江大学原址设立的第一机械工业部上海机器制造学校和上海工业管理学校，1958年两校合并升格为上海机械专科学校，1960年升格为上海机械学院。上海机械学院在新中国科学界影响范围颇广，诸多教科书今编者仍沿用该校名。
1985年1月20日，上海沪江大学校友会成立。1985年4月，抗日战争中为国捐躯的沪江大学校长刘湛恩被民政部正式追认为革命烈士。
滬江大學在台灣的校友於1958年在台北市成立滬江高級中學；滬江大學香港同學會亦在1986年為紀念母校八十周年校慶而於港島東區康山創辦滬江小學。
1988年，台湾、香港、上海三地沪江校友联合上海机械学院在沪江大学原址设立上海机械学院沪江城中区商学院（暨复办沪江大学商科）；沪江人奔走相告，庆祝沪江自此有了“商科”一脉得以存世，沪江大学校友捐款、捐设备甚至派员担任教师。沪江大学以文理商著称于世，城中区商学院也是沪江大学历史上最负盛名的学院，历届校友非但在商业财经界颇多建树，而且远及港台欧美也不乏名家和实业巨子，影响遍及五洲。值得一提的是，沪江大学首任华人校长、抗日烈士刘湛恩之女刘光坤及上海沪江大学校友会副总干事喻超等多位沪江大学校友，都曾受聘沪江城中区商学院担任过教职。这个商科，后来发展为上海理工大学管理学院，从而延续了沪江的文脉，堪称沪江大学和今日上海理工大学间的一“脉”相承和接续。
1991年11月10日，时值沪江大学85周年校庆，300多位海内外沪江校友重返校园（上海机械学院），深情缅怀刘校长的坚贞品格和光辉业绩。是日，图书馆再度被命名为“湛恩纪念图书馆”（1948年至1952年曾被命名），并举行刘湛恩塑像暨湛恩纪念图书馆揭幕典礼。首先，新老校友齐唱沪江大学英文校歌《Shanghai will shine to night》。接着，在一阵热烈的掌声中，谢希德、陆增镛、徐雅玲、司徒金城等七位知名校友为典礼剪彩。谢希德和上海机械学院常务副院长陈康民等为“湛恩纪念图书馆”揭幕，一块黑底绿字的“湛恩纪念图书馆”匾额赫然呈现于众人眼前，这次它是由著名书法家、上海图书馆原馆长顾廷龙先生题写。揭幕仪式上，有沪江大学校友会会长、校友代表、刘湛恩的子女等先后发言。他们面对安放在图书馆大厅内的刘校长塑像，深情缅怀其毕生的丰功伟绩，重提其所倡导的“沪江大家庭”精神，并寄语全体在校学生，踏着前人足迹，发扬爱国主义和集体主义精神，锐意进取，开创未来。之后，新老校友再次咏唱沪江大学校歌。其情之切，其意之浓，让人感觉仿佛回到了昔日刘校长主政沪江时的岁月。
1993年3月，上海机械学院《沪江青年》杂志改版为《沪江青年报》，出版至今。作为学校团委机关报、学生官方媒体，沪江青年报以“思想、良知、责任”为报铭、“自由思想，活力沪江”为口号，传承沪江文化，致力成为校园主流声音。
1994年3月18日，原沪江大学校址由上海市人民政府公布为市级建筑保护单位。
1994年，上海机械学院更名为华东工业大学。1996年，华东工业大学与上海机械高等专科学校合并组建上海理工大学，英文校名为University of Shanghai for Science and Technology。校名开头用University of Shanghai是为了传承前身沪江大学（University of Shanghai）的文脉底蕴。
2001年，台湾沪江高级中学代表团访问上海理工大学。
2005年，上海理工大学设立沪江学院，开设大学预科汉语、商务汉语、基础汉语、HSK考试辅导等课程，为港澳台及海外留学生提供国际教育及文化交流服务。2005年11月8日，由上海理工大学学生自主管理，学校党委宣传部对其进行指导的官方论坛“尚理沪江”BBS论坛正式开通。
2006年，在原沪江大学校址办学的上海理工大学，得到国家教育部的认可，正式将沪江大学作为学校前身；10月28日，上海理工大学举办盛大庆典，喜迎100周年校庆，上海市市长韩正出席校庆典礼并致辞；海内外沪江校友齐聚上海理工大学庆祝建校100周年，香港校友还捐给沪江学院100万元港币。沪江大学校训为“信义勤爱”，上海理工大学百年校庆时定校训为“信义勤爱，思学致远”，学校四条干道也分别被命名为“之信大道”、“之义大道”、“之勤大道”、“之爱大道”。
2007年，上海理工大学附属小学和香港沪江小学结为姊妹学校；2008年，上海理工大学代表团应邀出席台湾沪江高级中学50周年校庆。
2008年4月7日，上海理工大学前身沪江大学第一任中国籍校长刘湛恩殉难70周年纪念日，学校档案馆举办刘湛恩烈士生平图片展。
2010年3月29日，杰出校友、毕业于沪江大学外国语文学系的原中国驻美大使李道豫为上海理工大学沪江文化研究所成立揭牌并被聘请为沪江文化研究所顾问。该所和档案馆、校史研究室合署办公。
2011年3月22日，经上海市社团局批准，“上海沪江大学校友会”正式变更登记为“上海理工大学校友会”，沪江大学校友会全部档案资料悉数归入上海理工大学档案馆。《沪江校友通讯》的编辑也改由上海理工大学校友会为主，沪江大学校友会为辅。10月29日，上海理工大学建校105周年校庆当天，以若干幢沪江大学教授别墅为依托，位于军工路北校区核心位置的沪江国际文化园正式开园；该园重现了原沪江大学历史保护区风貌，园内设德国、美国、英国、法国、日本、澳大利亚、北欧七大文化交流中心，将成为面向全校师生开放的国际文化学习、体验基地。
2012年12月8日，沪江大学首任华人校长、革命烈士刘湛恩之女，校名誉教授刘光坤女士将珍藏多年的刘湛恩革命烈士证明书捐赠给上海理工大学档案馆，学校举行隆重的受赠仪式。刘湛恩烈士墓位于上海龙华烈士陵园，在军工路校园中则保存有烈士故居，每年清明节开展纪念刘湛恩烈士的活动已经成为学校的一项传统项目。
2013年，上海理工大学代表团访问台湾沪江高级中学。
上海理工大学历史上经历过多次合并和改名，该校最近一次合并是1996年华东工业大学、上海机械高等专科学校合并组建上海理工大学。
与该校相关的四所高校为：
| - 华东工业大学 - 1953年第一机械工业部上海机器制造学校创建 - 1953年第一机械工业部上海工业管理学校创建 - 1958年第一机械工业部上海机器制造学校、上海工业管理学校合并升格为“上海机械专科学校” - 1960年上海机械专科学校升格为“上海机械学院” - 1960年上海工学院创建 - 1972年上海机械学院、上海工学院合并组建“上海机械学院” - 1979年原上海工学院部分独立为“上海工业大学” - 1994年上海机械学院更名为“华东工业大学” - 上海机械高等专科学校 - 1920年中法国立工商通惠学校创建 - 1923年中法国立工商通惠学校更名为“中法国立工业专门学校” - 1929年中法国立工业专门学校更名为“中法国立工业专科学校” - 1931年中法国立工业专科学校升格为“中法国立工学院” - 1940年中法国立工学院改建“私立中法高级工业职业学校” - 1945年私立中法高级工业职业学校改建“国立上海高级机械职业学校” - 1950年国立上海高级机械职业学校更名为“华东工业部上海高级机械职业学校” - 1952年华东工业部上海高级机械职业学校更名为“华东工业部上海第一机械工业学校” - 1953年华东工业部上海第一机械工业学校更名为“第一机械工业部上海动力机器制造学校” - 1958年第一机械工业部上海动力机器制造学校升格为“上海动力机械专科学校” - 1959年上海动力机械专科学校改建“上海机器制造学校” - 1983年上海机器制造学校升格为“上海机械专科学校” - 1991年上海机械专科学校更名为“上海机械高等专科学校” - 上海医疗器械高等专科学校 - 1960年上海市仪表电讯工业专科学校医疗器械分校创建 - 1963年上海医疗器械工业学校创建 - 1965年上海医疗器械工业学校升格为“上海医疗器械工业专科学校” - 1965年上海市仪表电讯工业专科学校医疗器械分校并入“上海医疗器械工业专科学校” - 1971年上海医疗器械工业专科学校撤销 - 1975年上海医疗器械七二一工人大学创建（复校） - 1977年上海医疗器械七二一工人大学改建（复名）“上海医疗器械工业专科学校” - 1981年上海医疗器械工业专科学校更名为“上海医疗器械专科学校” - 1992年上海医疗器械专科学校更名为“上海医疗器械高等专科学校” - 上海出版印刷高等专科学校 - 1953年上海印刷学校创建 - 1956年上海新闻出版子弟高级中学创建 - 1958年上海新闻出版子弟高级中学改建“上海印刷学校分校” - 1962年上海印刷学校分校并入上海印刷学校 - 1970年上海印刷学校撤消 - 1978年上海印刷学校复校 - 1987年上海印刷学校升格为“上海出版印刷专科学校” - 1992年上海出版印刷专科学校更名为“上海出版印刷高等专科学校” 2016年7月，国家国防科技工业局在京召开国防科技创新基地和共建高校大会。会上公布了“十三五”期间，国防科工局与教育部共建16所高校，与地方政府共建25所高校名单，上海理工大学正式成为国家国防科技工业局与上海市人民政府共建的国防特色高校。 |

## 杰出校友

### 学术界
- 邱式邦：昆虫学家、中国科学院院士（沪江大学生物系）
- 涂长望：气象学家、中国科学院院士（沪江大学地理系）
- 沈之荃：高分子化学家、中国科学院院士（沪江大学化学系）
- 戴立信：化学家、中国科学院院士（沪江大学化学系）
- 刘元方：放射化学家、中国科学院院士（沪江大学化学系）
- 汪尔康：电化学家、中国科学院院士（沪江大学化学系）
- 纪育沣：有机化学家、中国科学院院士（沪江大学化学系）
- 郭慕孙：化学工程学家、中国科学院院士（沪江大学化学系）
- 王序：药物化学家、中国科学院院士（沪江大学化学系）
- 黄葆同 ：高分子化学家、中国科学院院士（沪江大学化学系）
- 田炳耕：电子学家，电机工程专家、中国工程院院士（中法国立工业专科学校）
- 钱令希：工程力学家、中国科学院院士（中法国立工学院）
- 苏定强：天文学家、光学工程专家、中国科学院院士（华东工业部上海高级机械职业学校）
- 闵乃本：物理学家、中国科学院院士（华东工业部上海高级机械职业学校）
- 徐志摩：1915年（18歲）夏杭州一中畢業後，考入上海滬江大學
- 侯祥麟：石油化学工程学家、中国工程院院士中国工程院院士（沪江大学附属中学）
- 钟惠澜：内科学家、热带病学家、医学寄生虫学家、中国科学院院士（沪江大学理学院医预系）
- 张宏建——浙江大学副校长
- 吕培明——同济大学副校长
- 胡小唐——天津大学副校长
- 李兆敏——中国石油大学（华东）副校长
- 唐镇松——北京大学电子学系教授
- 周俊虎——现浙江大学教授

### 政府
- 陈元——原全国政协副主席，国家开发银行前董事长
- 雷洁琼——原全国政协副主席，历任政协北京市委员会副主席，北京市副市长
- 孟建柱——国务委员兼公安部长
- 黄奇帆——重庆市市长
- 林貝聿嘉——全国政协委员，中华全国妇女联合会第8届执行委员，香港特区政府筹委会委员，香港特区首届政府推选委员会委员等[2]
- 李道豫——原中国驻美大使
- 李成云——原四川省副省长，现任省决策咨询委员会副主任。
- 周国雄——中共上海市普陀区委员会书记
- 孙家羱——成都市人民政府副市长、成都市政协副主席、党组副书记

### 商业界
- 童夫尧——联想集团副总裁、中国区总裁、计算机专业85级校友
- 柴永森——海尔集团常务副总裁
- 伏彩瑞——沪江网创始人及现任CEO
- 朱晓辉——北电网络（中国）有限公司大中国区副总裁
- 马纯济——中国重汽集团董事长
- 韦志海——中国重型汽车集团有限公司党委副书记、副总经理
- 邹孟奇——上海电器科学研究所（集团）有限公司董事长
- 荀逸中——上海华域汽车系统股份有限公司副总经理
- 樊高定——合肥通用机械研究所所长
- 何木云——中国电器工业协会理事长
- 顾海涛——中国成套设备进出口集团公司副总经理
- 王志强——大连冰山集团有限公司副总经理

### 文化界

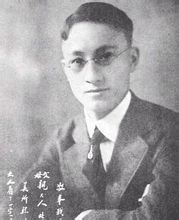
徐志摩——就读于上海沪江大学（今上海理工大学）